# NGC 3648
NGC 3648 is een lensvormig sterrenstelsel in het sterrenbeeld Grote Beer. Het hemelobject werd op 18 maart 1831 ontdekt door de Britse astronoom John Herschel.

## Synoniemen
- UGC 6389
- MCG 7-23-43
- ZWG 213.43
- ZWG 214.2
- PGC 34908